# تسمية توضيحية

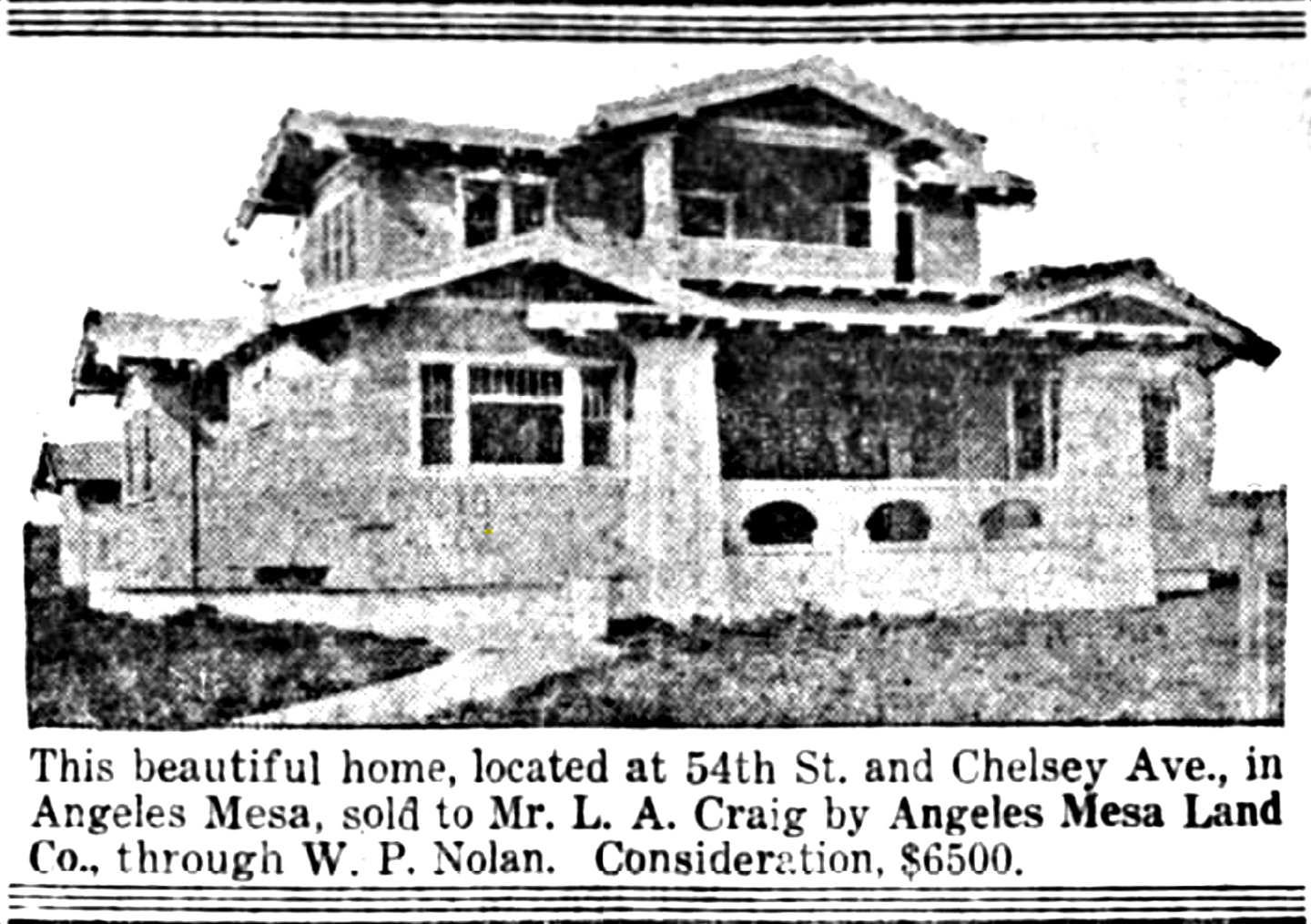
صورة وتعليق توضيحي لمنزل جديد في منطقة أنجيليس ميسا، لوس أنجلوس سنة 1918.

التسمية التوضيحية هي بضعة أسطر تستخدم في توضيح الصور المنشورة. يكون العنوان قصيراً (عادةً سطر واحد)، ويكن المحتوى واصفًا للصورة عموماً أو معطيًا السياق أو رابطًا للمادة.